# Anne Hege Grung
Anne Hege Grung, född 4 november 1965, är en norsk teolog och professor i interreligiösa studier vid Universitetet i Oslo och ordförande för Norsk Kvinnesaksforening; hon efterträdde justitierådet Karin Maria Bruzelius som NKF:s ordförande 2020.
Grungs forskning handlar om interreligiös dialog, särskilt kristen–muslimsk dialog och hennes arbete fokuserar särskilt på kvinnors status i religiösa samfund, inklusive våld mot kvinnor. Grung är medlem i den norska kyrkans teologiska kommitté och Svenska kyrkans teologiska kommitté (från 2015).

## Priser och utmärkelser
- 2002 - Årets teolog, Norsk kvinnelig teologforening[1]
- 2003 - Brobyggerprisen 2003[1]